# Patriarchat Cylicji
Patriarchat Cylicji (łac. Patriarchatus Ciliciae Armenorum)  – patriarchat Kościoła katolickiego obrządku ormiańskiego z siedzibą w Bejrucie, nazwą nawiązujący do tradycji ormiańskiego Królestwa Cylicji oraz od katolikosatu cylicyjskiego, w którego łonie doszło do schizmy i uznania władzy papieża przez dotychczasowego arcybiskupa Aleppo, Abrahama Bedrosa I Ardziwiana, i przez część wiernych.

## Historia
- 294 – utworzenie diecezji cylicyjskiej
- 26 listopada 1742 – ustanowienie katolickiego patriarchatu cylicyjskiego, mianowanie Abrahama Bedrosa I Ardziwiana patriarchą
- 1867 – przyłączenie do metropolii patriarchatu terytorium zniesionej archieparchii Stambułu
- 15 października 1928 – wydzielenie z terytorium patriarchatu archieparchii Stambułu

## Podział administracyjny
Patriarchat cylicyjski jest jedyną metropolią Kościoła katolickiego obrządku ormiańskiego – pozostałe struktury funkcjonują na zasadzie egzempcji. W skład patriarchatu jako prowincji kościelnej wchodzą: 
1. archieparchia Bejrutu (Bairut)
2. eparchia Aleksandrii (Iskanderiya)
3. eparchia Ispahanu (Esfáan)
4. eparchia Kamichlié (Al-Kamiszli)
5. egzarchat patriarszy Damaszku
6. egzarchat patriarszy Jerozolimy i Ammanu

## Patriarchowie
Patriarcha Cylicji jest metropolitą omawianej prowincji kościelnej, a jednocześnie głową całego Kościoła katolickiego obrządku ormiańskiego, z drugiej strony zaś jest również arcybiskupem Bejrutu (tu znajduje się rezydencja patriarchy w Bzommar).